# خطاب دومينيك دو فيليبان في الأمم المتحدة
خطاب دومينيك دو فيلبان أمام الأمم المتحدة هو خطاب ألقاه وزير الخارجية الفرنسي، دومينيك دو فيليبان، في 14 فبراير/شباط 2003، أمام مجلس الأمن التابع للأمم المتحدة في مقر الأمم المتحدة بنيويورك. أعرب فيه عن معارضة بلاده لأي تدخل عسكري محتمل من قبل الحلفاء ضد العراق.

## سياق

### الصراع الكامن مع العراق
في عام 2002، عقب هجمات 11 سبتمبر 2001، اتهمت الولايات المتحدة العراق بامتلاك أسلحة الدمار الشامل. سعت فرنسا في البداية إلى تجنب أي صراع دبلوماسي مع الولايات المتحدة، ولذلك أيدت قرار مجلس الأمن رقم 1441، الذي سمح للأمم المتحدة بإرسال مفتشين إلى العراق. إلا أن جورج دبليو بوش، رئيس الولايات المتحدة، وتوني بلير رئيس وزراء المملكة المتحدة، أكدا على الساحة الدولية أن العراق يمنع عمليات التفتيش، وبدآ في مناقشة التدخل العسكري.
بدأ عام 2003 بقطيعة فرنسية أميركية بشأن العراق، فضلاً عن التقارب الدبلوماسي بين فرنسا وألمانيا وروسيا، التي عارضت الحرب المحتملة. خشي الرئيس الفرنسي جاك شيراك أن التدخل من شأنه أن يزعزع استقرار المنطقة وأن "ينشأ عددا كبيرا من بن لادن الصغار"، متنبئًا دون علمه بظهور داعش.

### الصراع الدبلوماسي مع الولايات المتحدة

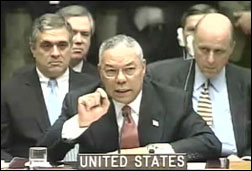
كولن باول يحمل قارورة من الجمرة الخبيثة أثناء جلسة مجلس الأمن 5 فبراير 2003، مدعيا أن العراق قد يمتلك أسلحة دمار شامل.

في الخامس من فبراير، نجح كولن باول، وزير الخارجية الأمريكي، في كسب دعم مجلس الأمن بعرضه على المجلس وعلى شاشة التلفزيون قارورة، زُعم أنها تُثبت امتلاك العراق لأسلحة كيميائية حيوية. وكان خطاب دومينيك دو فيلبان يهدف أيضًا إلى الرد على وزير الدفاع الأميركي دونالد رامسفيلد، الذي أعلن في يناير أن فرنسا وألمانيا أصبحتا الآن "أوروبا القديمة"، في مقابل أوروبا الشرقية الناشئة التي تُشكل "أوروبا الجديدة".
قرر الرئيس شيراك إرسال وزير خارجيته دومينيك دو فيليبان للدفاع عن موقف فرنسا.

## خطاب

### كتابة
أُعِدَّ الخطاب في فرنسا من قِبَل الوزير وفريقه، بمن فيهم برونو لو مير. وراجعه الرئيس وصحَّحه. ولم يُبلَّغ حلفاء فرنسا بمضمونه لإثارة المفاجأة. بل أُعيد صياغته حتى اللحظة الأخيرة. وكتب جيرار أرو عن كتابة الخطاب: "تبادلٌ لا ينتهي بين المحرر والوزير، وملفاتٌ مُتطايرة، واضطراباتٌ في اللحظات الأخيرة [...]؛ باختصار، جحيمٌ، جحيمٌ كان من الممكن أن يُفضي إلى خطابٍ عظيم".
وتحدث دومينيك دو فيليبان بعد هانز بليكس (الأمم المتحدة)، ومحمد البرادعي (الوكالة الدولية للطاقة الذرية)، وفاروق الشرع (سوريا)، وقبل سوليداد ألفير (تشيلي)، وتانغ جياكسوان (الصين)، وآنا بالاسيو (إسبانيا)، وإيجور إيفانوف (روسيا)، وجاك سترو (المملكة المتحدة)، وكولن باول  (الولايات المتحدة).

### نص الخطاب
يمكن الاطلاع على النص الكامل على عدة مواقع إلكترونية. وخاتمته هي الفقرة الأكثر استشهادًا:

### تحليل

#### رفض الحرب وتفضيل التفتيش
أعرب دومينيك دو فيليبان عن معارضة فرنسا القاطعة لأي تدخل عسكري محتمل من جانب الحلفاء ضد العراق في ظل الوضع الراهن. وسلط الضوء على النتائج الإيجابية لعمليات التفتيش التي قام بها مبعوثو الأمم المتحدة.

#### التشكيك في الادعاءات الأمريكية
وشكك دو فيليبان أيضًا في ادعاء باول بوجود صلة بين النظام العراقي وتنظيم القاعدة، استنادًا إلى مصادر من جهاز المخابرات الخارجية الفرنسي.  وبعد أسابيع قليلة، شنت الحرب على العراق، بقيادة الولايات المتحدة، دون موافقة الأمم المتحدة.

## عواقب

### ردود الفعل

#### استقبال إيجابي
وقد لاقى خطابه استحساناً من الحضور وصفقوا للخطاب، وهو أمر نادر الحدوث في مجلس الأمن. ويرى بعض المؤلفين أن هذا كان أول تصفيق في هذه القاعة حيث جرت العادة على عدم التصفيق.
ويشير المؤرخ هنري أمورو إلى أن إصرار دومينيك دو فيلبان على أن "لا أحد يستطيع [...] أن يؤكد اليوم أن الطريق إلى الحرب سيكون أقصر من طريق التفتيش" سوف يتحقق في السنوات التالية، مع استمرار الصراع في العراق.
في كتابه "كيف يفكر الفرنسيون"، يُسلّط سودهير هازاريسينغ الضوء على الطابع "الفرنسي الأصيل" لهذا الخطاب. فهو مبني على إيقاع تناقض ثنائي بين الصراع والتناغم، والمصلحة الخاصة والمصلحة العامة، والأخلاق السياسية وسياسة القوة؛ ويستخدم قيمًا تُعتبر عالمية كأساس للتأمل السياسي.

#### التوترات الفرنسية الأمريكية
تسبب الخطاب في توترات بين فرنسا وحلفاء الولايات المتحدة. كما أدى إلى تفاقم الخلاف بين فرنسا ووزارة الخارجية الأميركية، التي أغضبها وأثار قلقها تنشيط المعسكر المناهض للحرب من خلال خطاب دوفيلبان. كما أدى إلى توتر كبير في العلاقات بين باول ودوفيلبان، والتي لم تُستأنف إلا في العام التالي. انتقامًا للإهانة الفرنسية، عارضت الولايات المتحدة تعيين مواطنين فرنسيين في الهيئات الدولية وتوقفت عن دعوة رئيس الأركان الفرنسي إلى اجتماعات معينة.
أطلق هذا الخطاب موجةً من كراهية فرنسا في الولايات المتحدة، غذّتها أعمالٌ لمحافظين أمريكيين، مثل كتاب "الخيانة الفرنسية لأمريكا" عام 2005. ولتهدئة التوترات بين الحليفين وتوضيح موقفه للأمريكيين، أجرى جاك شيراك مقابلةً مع مجلة تايم.

### لحظة مهمة في الدبلوماسية الفرنسية
يرى الباحثان في العلاقات الدولية جيريمي شابيرو وفيليب جوردون في خطاب دو فيليبان التأثير الديجولي للرئيس جاك شيراك.

### في الثقافة الشعبية
يُعتبر هذا الخطاب ذروةً في السياسة الخارجية الفرنسية، ويظهر كذلك في الثقافة الشعبية الفرنسية. في عام 2005، لحنه أرنو فلورينت ديدييه ونشره على الإنترنت. كما أشارت إليه مجلة "كواي دورسيه" المصورة (المجلد الثاني، 2011) والفيلم المقتبس منه (2013). كما يظهر في كتب المعرفة العامة.

في روايته "المواسم المنعكسة" الصادرة 2018 ، يقدم الدبلوماسي الفرنسي رينو سالينز ليوتي قراءة أكثر انتقادا لهذه الرواية:
[...] لا أحد يستطيع ثني عضو دائم في مجلس الأمن عن مهاجمة دولة صغيرة. لقد أثبتت الأمم المتحدة عجزها التام. لقد كان فشلًا ذريعًا لنظام الأمن الجماعي الذي أُنشئ عام 1945.

## الملاحظات والمراجع
1. 1 2 3  Charles Sowerwine (2018). France since 1870 (بالإنجليزية). Palgrave. ISBN:978-1-137-40611-8. Retrieved 2020-09-12..
2. 1 2  Frédéric Bozo (2013). Histoire secrète de la crise irakienne : La France, les États-Unis et l'Irak, [[:قالب:Période]]. Place des éditeurs. ISBN:978-2-262-04353-7. مؤرشف من الأصل في 2025-02-15. اطلع عليه بتاريخ 2020-09-12. {{استشهاد بكتاب}}: تعارض مسار مع وصلة (مساعدة).
3. 1 2  Leah Pisar (2010). Orage sur l'Atlantique: La France, les Etats-Unis face à l'Irak. Fayard. ISBN:978-2-213-66064-6. مؤرشف من الأصل في 2025-02-15. اطلع عليه بتاريخ 2020-09-12..
4. 1 2 3  Paul Saegaert (2015). Une année de culture générale aux toilettes. Leduc.s Humour. ISBN:978-2-36704-084-4. مؤرشف من الأصل في 2025-02-15. اطلع عليه بتاريخ 2020-09-12..
5. ↑  Olivier Biscaye (2015). Bruno Le Maire, l'insoumis. Éditions du moment. ISBN:978-2-35417-438-5. مؤرشف من الأصل في 2025-02-15. اطلع عليه بتاريخ 2020-09-12..
6. 1 2  Jacques Chirac (2012). My Life in Politics (بالإنجليزية). St. Martin's Publishing Group. ISBN:978-1-137-08803-1. Archived from the original on 2025-02-15. Retrieved 2020-09-12..
7. ↑  Jenkins, Jeffrey Eric (2007). The Best Plays Theater Yearbook (بالإنجليزية). Limelight Editions. ISBN:978-0-87910-346-0. Archived from the original on 2025-02-15. Retrieved 2020-09-12..
8. ↑  تييري ديسغاردين (2012). Villepin, le cauchemar de Sarkozy. Fayard. ISBN:978-2-213-66469-9. مؤرشف من الأصل في 2025-02-18. اطلع عليه بتاريخ 2020-09-12..
9. 1 2  جيرار أروتصنيف:صفحات بها وصلات إنترويكي [الإنجليزية] (2019). Passeport diplomatique : trente-sept ans au Quai d'Orsay. ISBN:978-2-246-82111-3. {{استشهاد بكتاب}}: تأكد من صحة قيمة |مؤلف= (مساعدة).
10. ↑  Françoise Boursin (2005). "Dominique de Villepin et Colin Powell". Communication et Langages ع. 145: 95–106. DOI:10.3406/colan.2005.3361..
11. ↑  Sophie Guerrier (8 avril 2014). "Le discours de Villepin sur l'Irak à l'ONU". لو فيغارو (بالفرنسية). Archived from the original on 2025-03-25. Retrieved 27 janvier 2022. {{استشهاد بدورية محكمة}}: تحقق من التاريخ في: |تاريخ-الوصول= and |تاريخ= (help).
12. ↑  "Citation de Dominique de Villepin". qqcitations.com (بالفرنسية). Archived from the original on 2025-02-15. Retrieved 27 janvier 2022. {{استشهاد ويب}}: تحقق من التاريخ في: |تاريخ-الوصول= (help).
13. ↑  Montgomery, Bruce P. (2009). Richard B. Cheney and the Rise of the Imperial Vice Presidency (بالإنجليزية). ABC-CLIO. ISBN:978-0-313-35621-6. Archived from the original on 2025-02-15. Retrieved 2020-09-12..
14. ↑  Peter Schmidt (2008). A Hybrid Relationship: Transatlantic Security Cooperation Beyond NATO (بالإنجليزية). Peter Lang Publishing. ISBN:978-3-631-57236-8. Archived from the original on 2025-02-15. Retrieved 2020-09-12..
15. ↑  Henri Amouroux (2018). Trois fins de règne. Metvox Publications. ISBN:979-10-94787-46-5. مؤرشف من الأصل في 2025-02-15. اطلع عليه بتاريخ 2020-09-12..
16. ↑  Sudhir Hazareesingh (2015). How the French Think: An Affectionate Portrait of an Intellectual People (بالإنجليزية). Penguin Books Limited. ISBN:978-0-14-197480-4. Archived from the original on 2025-02-15. Retrieved 2020-09-12..
17. ↑  Ofira Seliktar (2008). The Politics of Intelligence and American Wars with Iraq (بالإنجليزية). Springer. ISBN:978-0-230-61040-8. Archived from the original on 2025-02-15. Retrieved 2020-09-12..
18. ↑  Time (بالإنجليزية). Time Incorporated. 2003. Archived from the original on 2025-02-15. Retrieved 2020-09-12..
19. ↑  Karen DeYoung (2006). Soldier (بالإنجليزية). Knopf Doubleday Publishing Group. ISBN:978-0-307-26593-7. Archived from the original on 2025-02-15. Retrieved 2020-09-12..
20. ↑  Timmerman, Kenneth R. (2005). The French Betrayal of America (بالإنجليزية). Three Rivers Press. ISBN:978-1-4000-5367-4. Archived from the original on 2025-02-16. Retrieved 2020-09-12..
21. ↑  Philip Gordon; Jeremy Shapiro (2004). Allies At War (بالإنجليزية). McGraw Hill Professional. ISBN:978-0-07-144690-7. Archived from the original on 2025-02-15. Retrieved 2020-09-12..
22. ↑  Martin Cazenave (15 avril 2005). "Arnaud Fleurent-Didier met De Villepin en musique". Les Inrockuptibles (بالفرنسية). Archived from the original on 2025-02-15. Retrieved 27 janvier 2022. {{استشهاد بدورية محكمة}}: تحقق من التاريخ في: |تاريخ-الوصول= and |تاريخ= (help).

### فهرس
- Jeanne-Marie Barbéris (2005). "Les moments, les lieux et leurs hommes". Cahiers de praxématique ع. 44: 143–168. DOI:10.4000/praxematique.1680. مؤرشف من الأصل في 2024-09-16. : analyse des discours de Dominique de Villepin, de Colin Powell et de Jack Straw.